# Normanton on Soar
Normanton on Soar är en civil parish i Storbritannien.   Den ligger i grevskapet Nottinghamshire och riksdelen England, i den södra delen av landet, 160 km nordväst om huvudstaden London. Antalet invånare är 448.